# Wyoming (Illinois)
Wyoming é uma cidade localizada no estado americano de Illinois, no Condado de Stark.

## Demografia
Segundo o censo americano de 2000, a sua população era de 1424 habitantes.
Em 2006, foi estimada uma população de 1412, um decréscimo de 12 (-0.8%).

## Geografia
De acordo com o United States Census Bureau tem uma área de
1,9 km², dos quais 1,9 km² cobertos por terra e 0,0 km² cobertos por água. Wyoming localiza-se a aproximadamente 222 m acima do nível do mar.

## Localidades na vizinhança
O diagrama seguinte representa as localidades num raio de 24 km ao redor de Wyoming.